# Cheilosia bureschi
Cheilosia bureschi är en tvåvingeart som först beskrevs av Delkeskamp 1942.  Cheilosia bureschi ingår i släktet örtblomflugor, och familjen blomflugor.
Artens utbredningsområde är Bulgarien. Inga underarter finns listade i Catalogue of Life.